# Alan Walker (muziekproducent)
Alan Walker (Northampton, 24 augustus 1997) is een Noors-Brits producer. Hij tekende in 2015 een contract bij Sony Music Entertainment Sweden.

## Biografie
Walker werd in 1997 geboren in het Verenigd Koninkrijk als zoon van een Britse vader en een Noorse moeder. Op 2-jarige leeftijd verhuisde Walker naar Bergen.

### Carrière

#### 2012-2016: Begin van de carrière en doorbraak
In 2012 luisterde Walker naar een nummer van de Italiaanse DJ David Whistle (ook bekend als DJ Ness) en reikte hem de hand om erachter te komen hoe hij zijn muziek produceerde. Hij werd geïnspireerd door EDM-producers K-391 en Ahrix, en door filmcomponisten als Hans Zimmer en Steve Jablonsky. Hij begon zijn muziek te produceren op zijn laptop met behulp van FL Studio. In juli 2012, met de hulp en feedback van zijn fans online, begon hij met het nastreven van zijn muziekcarrière en begon langzaam zijn muziek te posten op YouTube en SoundCloud. Begonnen als een slaapkamerproducer, was hij beter bekend als DJ Walkzz voordat hij een platencontract tekende en zijn debuutsingle uitbracht in 2014.
Walker bracht op 17 augustus 2014 de zelfgeschreven en -geproduceerde track "Fade" uit. De track kreeg aandacht na de re-release via het platenlabel NoCopyrightSounds op 19 november 2014. Walker verklaarde dat de totstandkoming van de track geïnspireerd was door K-391 en Ahrix, wiens tracks ook door het platenlabel werden opgepikt. Hij tekende in 2015 een contract bij Sony Music Entertainment Zweden. Zijn eerste single bij het label werd Faded, de vocale versie van de hit Fade. De zanglijn werd ingezongen door Iselin Solheim. Faded haalde de eerste plaats in de hitlijsten in Noorwegen en Zweden en toptiennoteringen in België, Denemarken, Finland en Nederland. De tracks "Spectre" en "Force" volgden in 2015.
Walker tekende bij MER Musikk onder Sony Music Sweden en bracht zijn volgende single uit, "Faded", een geremasterde vocale versie van "Fade". Het werd uitgebracht op 8 december 2015 en bevatte niet gecrediteerde zang van Naustdal popzangeres Iselin Solheim. De single stond bovenaan de eindejaarshitlijsten in Oostenrijk, Duitsland, Zwitserland en Zweden, de iTunes-hitlijsten in 33 landen en kwam ook binnen in de top 10 van de Spotify Global Chart. De videoclip op YouTube is meer dan 3,5 miljard keer bekeken en heeft 18 miljoen 'likes', waarmee hij in de top 10 van meest gelikete YouTube-video's staat. Het heeft meer dan 1,1 miljard plays op Spotify, en is ook een van de Top 10 Most Shazamed tracks van 2016. De single kreeg ook officiële remixen van Tiësto, Dash Berlin, en Hardwell. Later bracht hij een akoestische "restrung" versie van het nummer uit, waarbij alle EDM-elementen eruit waren gehaald.
Walker stopte in januari met zijn middelbare school om zijn muziekcarrière voort te zetten. Op 27 februari maakte Walker zijn optredende debuut op de Winter X Games in Oslo, waar hij samen met Iselin Solheim 15 tracks uitvoerde waaronder het nummer "Faded". In maart had Walker in totaal 30 tot 40 nummers geproduceerd, maar "Faded" is zijn eerste single met Sony Music Sweden, en de eerste die zo'n wereldwijd succes had. Op 7 april sloeg Walker de handen ineen met Zara Larsson tijdens de Echo Awards in Duitsland. Samen brachten ze elkaars nummers "Faded" en "Never Forget You" ten gehore. Vier weken eerder behaalde hij voor het eerst de eerste plaats op de NRJ Euro Hot 30, wat slechts door één andere Noorse artiest is bereikt, Kygo.
De single "Sing Me to Sleep" werd uitgebracht op 3 juni, met vrouwelijke vocaliste Iselin Solheim, dezelfde vocaliste als in "Faded". Het nummer stond in zeven landen bovenaan de iTunes charts. De videoclip op YouTube is meer dan 700 miljoen keer bekeken, en ook op Spotify heeft het nummer 250 miljoen plays bereikt.
De single "Alone" werd uitgebracht op 2 december, met de niet vermelde Zweedse zangeres Noonie Bao. De videoclip op YouTube heeft meer dan 1 miljard views, het nummer heeft ook meer dan 390 miljoen plays op Spotify behaald. Het nummer werd beschreven als "het sluitstuk van een trilogie bestaande uit 'Faded', 'Sing Me To Sleep' en 'Alone'" door Gunnar Greeve, Walkers manager en mede-schrijver van de single.
Op 21 en 22 december hield Walker het concert "Alan Walker is Heading Home" in zijn geboortestad Bergen in het USF Verftet, waar hij 16 nummers en nummers ten gehore bracht samen met Angelina Jordan, Marius Samuelsen, Alexandra Rotan, Yosef Wolde-Mariam, en Tove Styrke als zangers. Het concert werd officieel gelivestreamd op YouTube. Hij bracht verschillende onuitgebrachte nummers, waaronder een opnieuw gezongen versie van "Sing Me to Sleep", en "Heading Home", dat voor het eerst werd uitgevoerd tijdens zijn debuut op de Winter X Games. Het nummer "The Spectre", een geremasterde versie van zijn eerdere track "Spectre", werd ook uitgevoerd tijdens het concert.
Op 23 december bracht Walker de video uit voor de single "Routine", die in première ging tijdens zijn concert in Bergen twee dagen eerder en tijdens enkele concerten van de "Walker Tour". De track is gemaakt in samenwerking met David Whistle. De videoclip op YouTube heeft meer dan 58 miljoen views, en 47 miljoen plays op Spotify.

### 2017-heden: Different World en andere projecten
Begin 2017 werd Walkers YouTube-kanaal het meest geabonneerde kanaal geregistreerd in Noorwegen, na het passeren van ongeveer 4,5 miljoen abonnees, en had het de meeste views onder Noorse YouTubers met ongeveer 7,7 miljard views per 25 januari 2020.
Tussen februari en april toerde hij door Amerika, waaronder het bijwonen van het Euphoria Festival in Texas.
Op 7 april bracht Walker het nummer "Ignite" met instrumentale versie uit, waarop de Noorse muziekproducer en songwriter K-391 te horen was. Het werd uitgebracht als promotie van de lancering van de Sony Xperia XZs smartphone.
Op 19 mei bracht Walker zijn eerste nummer uit met een mannelijke vocalist, de Ierse singer-songwriter Gavin James, getiteld "Tired". Walker zei dat het nummer "een andere dimensie toevoegt" aan zijn producties. De videoclip ervan op YouTube heeft meer dan 136 miljoen views.
Op 9 juni werd zijn samenwerking met de Deen Alex Skrindo, "Sky", uitgebracht op de compilatie Insomniac Records Presents: EDC Las Vegas 2017. De videoclip ervan op YouTube heeft meer dan 58 miljoen views.
Op 15 september bracht hij "The Spectre" uit, een opgefriste versie met vocalen van zijn single "Spectre" uit 2015. De muziekvideo van de single bevat beelden van zijn concerten, samen met een team van dansers gekleed in witte jumpsuits en zwarte helmen. De video heeft momenteel meer dan 725 miljoen views.
Op 27 oktober bracht Walker het nummer "All Falls Down" uit, waarop de Amerikaanse zanger Noah Cyrus en de Britse dj en platenproducer Digital Farm Animals (Juliander) te horen waren. De verhaallijn van de video volgt op de visual van zijn vorige nummer "Tired". De YouTube-muziekvideo ervan is meer dan 196 miljoen keer bekeken.
Tijdens zijn 2018 Ultra Music Festival Miami set, werd Walker vergezeld door de Nederlandse dj Armin van Buuren op het podium, waar ze debuteerden met "Slow Lane", hun nieuwe samenwerking. De single kwam echter uiteindelijk niet op Walkers album, en werd in plaats daarvan uitgebracht op van Buuren's Euthymia EP eind 2020. In april trad hij op tijdens het 2018 Coachella, een muziekfestival gehouden in Indio (Californië).
Op 11 mei brachten Walker en de Noorse muziekproducent K-391 (Kenneth Nilsen) de vocale versie van "Ignite" uit, waarop de Noorse zangeres Julie Bergan en de Zuid-Koreaanse zanger Seungri te horen waren. De videoclip werd op 12 mei uitgebracht op het YouTube-kanaal van K-391, omdat Nilsen de hoofdartiest was van deze single. Zijn YouTube-muziekvideo is meer dan 312 miljoen keer bekeken. Op 27 juli bracht hij "Darkside" uit, met Au/Ra uit Ibiza en de Noorse zangeres Tomine Harket, dochter van A-ha zanger Morten Harket. Op 21 augustus bracht hij een reboot uit van zijn 'Unmasked' vlog-serie, waarin hij achter de schermen van zijn concerten en persoonlijke leven filmt. Op 30 augustus bracht hij een remix uit van "Sheep" van Exo-lid Lay. Op 28 september bracht hij de single "Diamond Heart" featuring Sophia Somajo.
Op 30 november bracht hij de single "Different World" uit van zijn debuut studioalbum met dezelfde naam. Het album werd uitgebracht op 14 december. Het bevat de volgende nieuwe nummers: "Lost Control" (featuring Sorana), "I Don't Wanna Go" (featuring Julie Bergan), "Lily" (featuring K-391 en Emelie Hollow), "Lonely" (featuring Steve Aoki, ISAK, and Omar Noir) en "Do It All For You" (featuring Trevor Guthrie).
Op 22 februari 2019 bracht Walker de single "Are You Lonely" uit, met de Amerikaanse dj Steve Aoki en ISAK. Het is een remix van het originele nummer "Lonely" van zijn debuutalbum Different World. Op 21 maart bracht Walker zijn single "On My Way" uit in samenwerking met PUBG, samen met Sabrina Carpenter en Farruko voor het eenjarig bestaan van het spel, het was het themalied van het evenement. De YouTube-muziekvideo ervan is meer dan 272 miljoen keer bekeken.
Op 25 juli bracht Alan Walker zijn nieuwe single uit, "Live Fast" met A$AP Rocky in samenwerking met PUBG Mobile.
Op 30 augustus debuteerde Alan Walker met zijn nieuwe single "Play" met K-391, Tungevaag en Mangoo. Twee dagen later kondigden ze een remixwedstrijd aan met Liquid State voor alle muziekproducers over de hele wereld om de track te remixen en te uploaden naar YouTube met #PRESSPLAY waarbij ze de winnaars een studio-time met Alan Walker en zijn vrienden aanbieden.
Op 17 oktober bracht Alan Walker zijn nieuwe single "Ghost" uit met Au/Ra. Het nummer verschijnt op het Death Stranding: Timefall album, dat gebaseerd is op Hideo Kojima's 2019 video game, Death Stranding. Au/Ra was de hoofdartiest van dit nummer.
Op 1 november bracht Walker zijn nieuwe single "Avem (The Aviation Theme)" uit, waarmee hij zijn Aviation Tour en het Aviation mobiele spel lanceerde. Het nummer is een remake van "Norwegian Sunset", het themalied dat te horen was in de populaire Noorse film Flåklypa Grand Prix uit de jaren zeventig.
Op 27 december bracht Alan Walker zijn nieuwe single uit genaamd "Alone, Pt. II" met Ava Max. Dit nummer is een vervolg op zijn vorige hit, "Alone", maar de stijlen van de twee nummers zijn heel verschillend. De videoclip is het vervolg op de video van "On My Way". De videoclip op YouTube is meer dan 136 miljoen keer bekeken.
Op 6 maart 2020 bracht Alan Walker samen met K-391 en Ahrix hun nieuwe single genaamd "End of Time" uit. Dit nummer is een vernieuwde versie van Ahrix' "Nova".
Op 1 april bracht Alan een nummer uit genaamd "Heading Home" met de vocalen van Ruben, waar de video een einde is van de trilogie die bestond uit "On My Way" en "Alone, Pt. II". Op streamingdiensten plaatste hij ook "heading_home_demo2016.wav" wat een oudere versie van het nummer is, die hij in 2016 previewde.
Op 15 mei bracht Alan een remix uit van "Time", een nummer van de soundtrack van de film Inception uit 2010, gecomponeerd door Hans Zimmer. Er werd zowel een gewone als een verlengde versie uitgebracht.
In 2019 ontving Walkers muziekvideo "Diamond Heart" een nominatie voor Beste Cinematografie bij de Berlin Music Video Awards. Zijn muziekvideo voor "Heading Home" met Ruben verschijnt op de selectielijst van 2021 Silver Screenings van het festival.

## Hitnoteringen

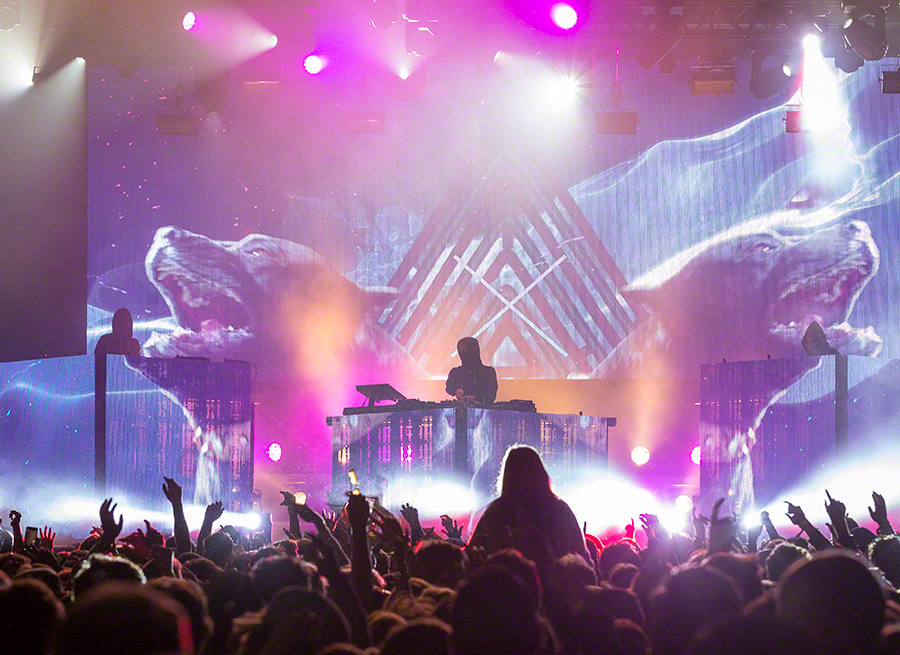
Alan Walker, 2016

### Albums
| Album met eventuele hitnotering(en) in de Nederlandse Album Top 100 | Datum van verschijnen | Datum van binnenkomst | Hoogste positie | Aantal weken | Opmerkingen |
| ------------------------------------------------------------------- | --------------------- | --------------------- | --------------- | ------------ | ----------- |
| Different World                                                     | 14-12-2018            | 22-12-2018            | 29              | 47           |             |

| Album met hitnotering(en) in de Vlaamse Ultratop 200 albums | Datum van verschijnen | Datum van binnenkomst | Hoogste positie | Aantal weken | Opmerkingen |
| ----------------------------------------------------------- | --------------------- | --------------------- | --------------- | ------------ | ----------- |
| Different World                                             | 14-12-2018            | 22-12-2018            | 91              | 40           |             |

### Singles
| Single met eventuele hitnotering(en) in de Nederlandse Top 40 | Datum van verschijnen | Datum van binnenkomst | Hoogste positie | Aantal weken | Opmerkingen                                                         |
| ------------------------------------------------------------- | --------------------- | --------------------- | --------------- | ------------ | ------------------------------------------------------------------- |
| Faded                                                         | 2015                  | 30-01-2016            | 2               | 24           | Nr. 2 in de Single Top 100 / Alarmschijf                            |
| Sing Me to Sleep                                              | 2016                  | 18-06-2016            | tip10           | -            |                                                                     |
| Alone                                                         | 2016                  | 10-12-2016            | tip1            | -            | Nr. 53 in de Single Top 100                                         |
| The Spectre                                                   | 2017                  | 14-10-2017            | tip20           | -            |                                                                     |
| All Falls Down                                                | 2017                  | 02-12-2017            | 11              | 17           | met Noah Cyrus & Digital Farm Animals / Nr. 20 in de Single Top 100 |
| Darkside                                                      | 2018                  | 18-08-2018            | 8               | 23           | met Au/Ra & Tomine Harket / Nr. 32 in de Single Top 100             |
| Diamond Heart                                                 | 2018                  | 29-12-2018            | 9               | 23           | met Sophia Somajo / Nr. 27 in de Single Top 100                     |
| On My Way                                                     | 2019                  | 23-03-2019            | tip1            | -            | met Sabrina Carpenter & Farruko                                     |
| Live Fast (PUBGM)                                             | 2019                  | 27-07-2019            | tip13           | -            | met A$AP Rocky                                                      |
| Alone, Pt. II                                                 | 2019                  | 11-01-2020            | 6               | 27           | met Ava Max / Nr. 15 in de Single Top 100                           |
| Fake a Smile                                                  | 2021                  | 20-02-2021            | tip12           | -            | met Salem Ilese                                                     |
| Believers                                                     | 2021                  | 15-05-2021            | tip25           | -            | met Conor Maynard                                                   |
| Sweet Dreams                                                  | 2021                  | 12-06-2021            | tip7            | -            | met Imanbek                                                         |
| Man on the moon                                               | 2021                  | 04-12-2021            | tip21           | -            | met Benjamin Ingrosso                                               |

| Single met hitnotering(en) in de Vlaamse Ultratop 50 | Datum van verschijnen | Datum van binnenkomst | Hoogste positie | Aantal weken | Opmerkingen                           |
| ---------------------------------------------------- | --------------------- | --------------------- | --------------- | ------------ | ------------------------------------- |
| Faded                                                | 25-11-2015            | 23-01-2016            | 2               | 27           |                                       |
| Sing Me to Sleep                                     | 30-05-2016            | 18-06-2016            | tip             | -            |                                       |
| Alone                                                | 02-12-2016            | 18-03-2017            | 40              | 2            |                                       |
| Tired                                                | 19-05-2017            | 03-06-2017            | tip             | -            | met Gavin James                       |
| All Falls Down                                       | 27-10-2017            | 07-04-2018            | 47              | 2            | met Noah Cyrus & Digital Farm Animals |
| Darkside                                             | 27-07-2018            | 11-08-2018            | tip8            | -            | met au/ra & Tomine Harket             |
| Diamond Heart                                        | 28-09-2018            | 23-02-2019            | 29              | 13           | met Sophia Somajo                     |
| On My Way                                            | 22-03-2019            | 06-04-2019            | tip             | -            | met Sabrina Carpenter & Farruko       |
| Live Fast (PUBGM)                                    | 26-07-2019            | 10-08-2019            | tip             | -            | met A$AP Rocky                        |
| Play                                                 | 30-08-2019            | 12-10-2019            | tip             | -            | met K-391, Martin Tungevaag & Mangoo  |
| Alone, Pt. II                                        | 27-12-2019            | 01-02-2020            | 8               | 23           | met Ava Max                           |
| Space Melody                                         | 2020                  | 26-12-2020            | tip             | -            | met Vize & Leony                      |
| Fake a Smile                                         | 2021                  | 06-03-2021            | tip32           | -            | met Salem Ilese                       |
| Believers                                            | 2021                  | 29-05-2021            | tip             | -            | met Conor Maynard                     |

### NPO Radio 2 Top 2000
| Nummer met noteringen in de NPO Radio 2 Top 2000 | '16  | '17  | '18  | '19  | '20  | '21  | '22  | '23  | '24  |
| ------------------------------------------------ | ---- | ---- | ---- | ---- | ---- | ---- | ---- | ---- | ---- |
| Faded                                            | 1937 | 1134 | 1193 | 1374 | 1412 | 1613 | 1530 | 1733 | 1720 |

1. ↑  Een vetgedrukt getal geeft de hoogste notering aan.
2. ↑  2016 was het eerste jaar met een notering voor dit nummer.